# Lasioglossum eremophilum
Lasioglossum eremophilum är en biart som beskrevs av Walker 1995. Lasioglossum eremophilum ingår i släktet smalbin, och familjen vägbin. Inga underarter finns listade i Catalogue of Life.

## Bildgalleri

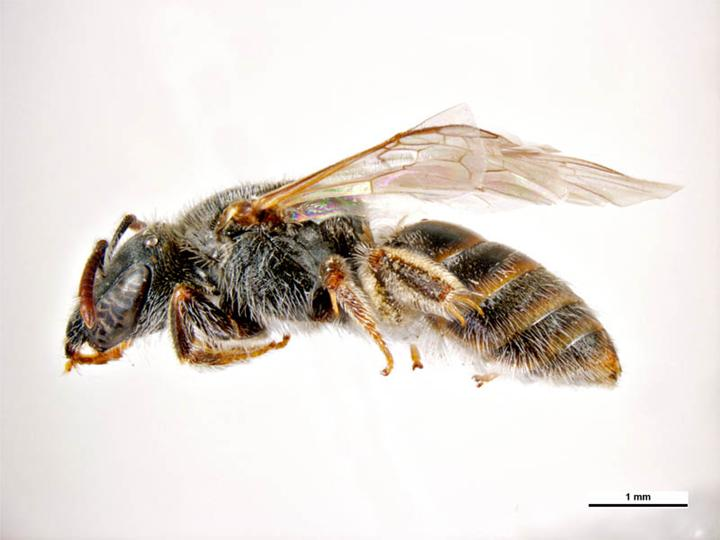